# گوشکی (سیریک)
گوشکی، روستایی در دهستان بیابان بخش مرکزی شهرستان سیریک در استان هرمزگان ایران است.

## ویژگی‌ها
روستای گوشکی یکی از معروف ترین و زیبا ترین روستای شهرستان سیریک هست
ادب فرهنگ و شعور مردمان این روستا در کل هرمزگان زبان زد و تک هست
حتماً به این روستای زیبا و دیدنی با مردمانی با فرهنگ سفر کنید

## جمعیت
بر پایه سرشماری عمومی نفوس و مسکن در سال ۱۳۹۵، جمعیت این روستا برابر با ۲۴۲ نفر (۴۹ خانوار) بوده‌است.